# Paddy Keaveney
Patrick „Paddy“ Keaveney (* 28. Oktober 1929 im County Donegal; † 19. Juli 1995 im County Donegal) war ein irischer Politiker der Partei Independent Fianna Fáil.
Keaveney war als Unternehmer und als Manager einer landwirtschaftlichen Genossenschaft tätig. Als Liam Cunningham verstarb, trat er bei der Nachwahl im Juni 1976 im Wahlkreis Donegal North-East an und wurde gewählt. Bei den Wahlen zum Dáil Éireann 1977 wurde der Wahlkreis neu zugeschnitten. Keaveney trat als unabhängiger Kandidat an, erreichte aber nicht genügend Stimmen. 
Er wurde etwas später in den Donegal County Council gewählt, bis er 1995 starb. Seine Tochter Cecilia Keaveney folgte ihrem Vater als Politikerin. 